# 绥滨县
绥滨县是黑龙江省鹤岗市下辖的一个县。地处黑龙江省东北部的三江平原上黑龙江与松花江汇流的夹角地带。境内无化工企业和重工业，生态环境优良，是国家级生态示范区。2019年11月，中国粮食行业协会授予绥滨县“中国生态稻米之乡”荣誉称号。
面积3360平方公里，人口19万。该县目前为国家级贫困县。縣人民政府駐綏濱鎮。

## 行政区划
绥滨县下辖3个镇、5个乡、1个民族乡：
绥滨镇、绥东镇、忠仁镇、连生乡、北岗乡、富强乡、北山乡、福兴满族乡、新富乡、绥滨西林场、国营中兴边防林场、忠仁镇良种场、绥东镇种畜场、二九〇农场、绥滨农场和普阳农场。

## 人口民族
截至2021年末，綏濱縣出生人口502人，出生率為2.91‰；死亡人口888人，死亡率為5.15‰；人口自然增長率為-2.24‰。年末户籍總人口172521人，比上年減少1342人。其中，城鎮人口83900人，鄉村人口88621人。0-17歲人口占全縣總人口的比重為10.5%，60歲及以上人口占全縣總人口的比重為24.0%。根據第七次人口普查數據，截至2020年11月1日零時，綏濱縣常住人口為139795人。